# Klečeči (sura)
Klečeči (arabsko Al-Jathiya) je 45. sura (poglavje) v Koranu, ki jo sestavlja 37 ajatov (verzov). Je meška sura.
Med opravljanjem molitve (salata oz. namaza) pri tej suri verniki opravijo 4 ruku'jev (priklonov).